# Treves Butte
Treves Butte är en bergstopp i Antarktis. Den ligger i Västantarktis. Inget land gör anspråk på området. Toppen på Treves Butte är 2 100 meter över havet.
Terrängen runt Treves Butte är kuperad åt sydväst, men åt nordost är den platt. Trakten är obefolkad. Det finns inga samhällen i närheten. 